# Nanorana maculosa
Nanorana maculosa és una espècie de granota endèmica de Yunnan, a la Xina. Es troba entre els 1800 i els 2600 msnm. Viu en rierols forestals. Està amenaçada principalment per la recol·lecció per al consum humà. És una granota relativament gran: els mascles creixen fins a una longitud musell-anus d'aproximadament 86 mm i les femelles, de 83 mm. Els capgrossos fan fins a 46 mm.